# Ферзь

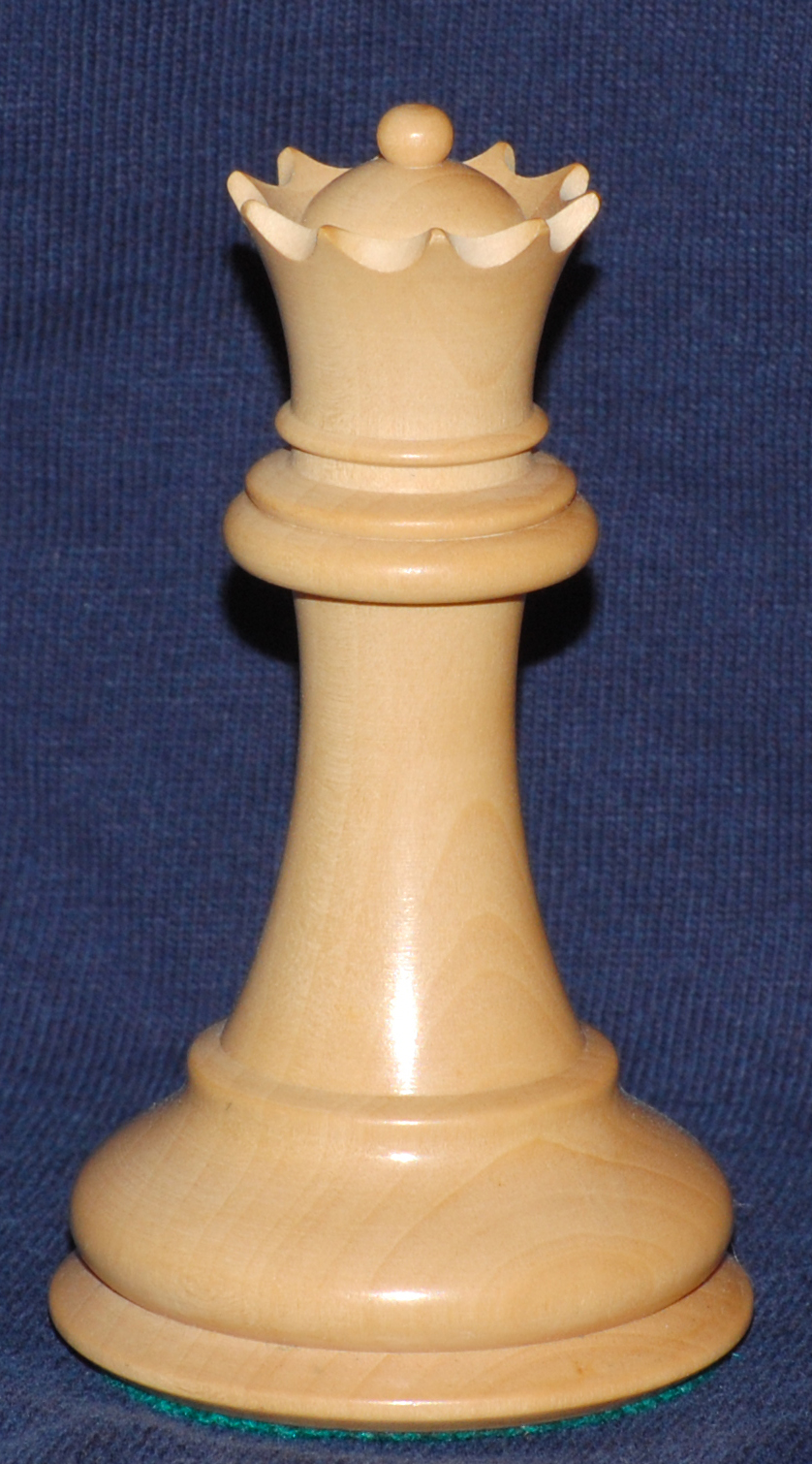
Ферзь у стандартному наборі Стаунтона

Ферзь (♕,♛) — найсильніша фігура у шахах, яка може ходити на будь-яке число клітинок по вертикалі, горизонталі чи діагоналі. Інші назви — королева або дама.
Кожен гравець починає гру з одним ферзем, розміщеним посередині першої горизонталі поруч з королем. Якщо шахівниця повернута правильно, білий ферзь починає з білої клітинки, а чорний ферзь — з чорної (звідси мнемоніка «ферзь любить свій колір» або «ферзь на власному кольорі», латинське «servat regina colorem»). В алгебраїчній нотації білий ферзь починає на d1, чорний — на d8. Оскільки ферзь є найсильнішою фігурою, коли пішак перетворюється на фігуру, він майже завжди перетворюється на ферзя.
У грі шатрандж, попередниці шахів, ферзь є досить слабкою (другорядною) фігурою, що може ходити і бити лише на одну клітинку по діагоналі. Сучасні ходи ферзя з'явилися у Європі в XV сторіччі.

## Походження назви
|   | a | b | c | d | e | f | g | h |   |
| 8 | d8 чорний кружок · h8 чорний кружок · a7 чорний кружок · d7 чорний кружок · g7 чорний кружок · b6 чорний кружок · d6 чорний кружок · f6 чорний кружок · c5 чорний кружок · d5 чорний кружок · e5 чорний кружок · a4 чорний кружок · b4 чорний кружок · c4 чорний кружок · d4 білий ферзь · e4 чорний кружок · f4 чорний кружок · g4 чорний кружок · h4 чорний кружок · c3 чорний кружок · d3 чорний кружок · e3 чорний кружок · b2 чорний кружок · d2 чорний кружок · f2 чорний кружок · a1 чорний кружок · d1 чорний кружок · g1 чорний кружок | d8 чорний кружок · h8 чорний кружок · a7 чорний кружок · d7 чорний кружок · g7 чорний кружок · b6 чорний кружок · d6 чорний кружок · f6 чорний кружок · c5 чорний кружок · d5 чорний кружок · e5 чорний кружок · a4 чорний кружок · b4 чорний кружок · c4 чорний кружок · d4 білий ферзь · e4 чорний кружок · f4 чорний кружок · g4 чорний кружок · h4 чорний кружок · c3 чорний кружок · d3 чорний кружок · e3 чорний кружок · b2 чорний кружок · d2 чорний кружок · f2 чорний кружок · a1 чорний кружок · d1 чорний кружок · g1 чорний кружок | d8 чорний кружок · h8 чорний кружок · a7 чорний кружок · d7 чорний кружок · g7 чорний кружок · b6 чорний кружок · d6 чорний кружок · f6 чорний кружок · c5 чорний кружок · d5 чорний кружок · e5 чорний кружок · a4 чорний кружок · b4 чорний кружок · c4 чорний кружок · d4 білий ферзь · e4 чорний кружок · f4 чорний кружок · g4 чорний кружок · h4 чорний кружок · c3 чорний кружок · d3 чорний кружок · e3 чорний кружок · b2 чорний кружок · d2 чорний кружок · f2 чорний кружок · a1 чорний кружок · d1 чорний кружок · g1 чорний кружок | d8 чорний кружок · h8 чорний кружок · a7 чорний кружок · d7 чорний кружок · g7 чорний кружок · b6 чорний кружок · d6 чорний кружок · f6 чорний кружок · c5 чорний кружок · d5 чорний кружок · e5 чорний кружок · a4 чорний кружок · b4 чорний кружок · c4 чорний кружок · d4 білий ферзь · e4 чорний кружок · f4 чорний кружок · g4 чорний кружок · h4 чорний кружок · c3 чорний кружок · d3 чорний кружок · e3 чорний кружок · b2 чорний кружок · d2 чорний кружок · f2 чорний кружок · a1 чорний кружок · d1 чорний кружок · g1 чорний кружок | d8 чорний кружок · h8 чорний кружок · a7 чорний кружок · d7 чорний кружок · g7 чорний кружок · b6 чорний кружок · d6 чорний кружок · f6 чорний кружок · c5 чорний кружок · d5 чорний кружок · e5 чорний кружок · a4 чорний кружок · b4 чорний кружок · c4 чорний кружок · d4 білий ферзь · e4 чорний кружок · f4 чорний кружок · g4 чорний кружок · h4 чорний кружок · c3 чорний кружок · d3 чорний кружок · e3 чорний кружок · b2 чорний кружок · d2 чорний кружок · f2 чорний кружок · a1 чорний кружок · d1 чорний кружок · g1 чорний кружок | d8 чорний кружок · h8 чорний кружок · a7 чорний кружок · d7 чорний кружок · g7 чорний кружок · b6 чорний кружок · d6 чорний кружок · f6 чорний кружок · c5 чорний кружок · d5 чорний кружок · e5 чорний кружок · a4 чорний кружок · b4 чорний кружок · c4 чорний кружок · d4 білий ферзь · e4 чорний кружок · f4 чорний кружок · g4 чорний кружок · h4 чорний кружок · c3 чорний кружок · d3 чорний кружок · e3 чорний кружок · b2 чорний кружок · d2 чорний кружок · f2 чорний кружок · a1 чорний кружок · d1 чорний кружок · g1 чорний кружок | d8 чорний кружок · h8 чорний кружок · a7 чорний кружок · d7 чорний кружок · g7 чорний кружок · b6 чорний кружок · d6 чорний кружок · f6 чорний кружок · c5 чорний кружок · d5 чорний кружок · e5 чорний кружок · a4 чорний кружок · b4 чорний кружок · c4 чорний кружок · d4 білий ферзь · e4 чорний кружок · f4 чорний кружок · g4 чорний кружок · h4 чорний кружок · c3 чорний кружок · d3 чорний кружок · e3 чорний кружок · b2 чорний кружок · d2 чорний кружок · f2 чорний кружок · a1 чорний кружок · d1 чорний кружок · g1 чорний кружок | d8 чорний кружок · h8 чорний кружок · a7 чорний кружок · d7 чорний кружок · g7 чорний кружок · b6 чорний кружок · d6 чорний кружок · f6 чорний кружок · c5 чорний кружок · d5 чорний кружок · e5 чорний кружок · a4 чорний кружок · b4 чорний кружок · c4 чорний кружок · d4 білий ферзь · e4 чорний кружок · f4 чорний кружок · g4 чорний кружок · h4 чорний кружок · c3 чорний кружок · d3 чорний кружок · e3 чорний кружок · b2 чорний кружок · d2 чорний кружок · f2 чорний кружок · a1 чорний кружок · d1 чорний кружок · g1 чорний кружок | 8 |
| 7 | d8 чорний кружок · h8 чорний кружок · a7 чорний кружок · d7 чорний кружок · g7 чорний кружок · b6 чорний кружок · d6 чорний кружок · f6 чорний кружок · c5 чорний кружок · d5 чорний кружок · e5 чорний кружок · a4 чорний кружок · b4 чорний кружок · c4 чорний кружок · d4 білий ферзь · e4 чорний кружок · f4 чорний кружок · g4 чорний кружок · h4 чорний кружок · c3 чорний кружок · d3 чорний кружок · e3 чорний кружок · b2 чорний кружок · d2 чорний кружок · f2 чорний кружок · a1 чорний кружок · d1 чорний кружок · g1 чорний кружок | d8 чорний кружок · h8 чорний кружок · a7 чорний кружок · d7 чорний кружок · g7 чорний кружок · b6 чорний кружок · d6 чорний кружок · f6 чорний кружок · c5 чорний кружок · d5 чорний кружок · e5 чорний кружок · a4 чорний кружок · b4 чорний кружок · c4 чорний кружок · d4 білий ферзь · e4 чорний кружок · f4 чорний кружок · g4 чорний кружок · h4 чорний кружок · c3 чорний кружок · d3 чорний кружок · e3 чорний кружок · b2 чорний кружок · d2 чорний кружок · f2 чорний кружок · a1 чорний кружок · d1 чорний кружок · g1 чорний кружок | d8 чорний кружок · h8 чорний кружок · a7 чорний кружок · d7 чорний кружок · g7 чорний кружок · b6 чорний кружок · d6 чорний кружок · f6 чорний кружок · c5 чорний кружок · d5 чорний кружок · e5 чорний кружок · a4 чорний кружок · b4 чорний кружок · c4 чорний кружок · d4 білий ферзь · e4 чорний кружок · f4 чорний кружок · g4 чорний кружок · h4 чорний кружок · c3 чорний кружок · d3 чорний кружок · e3 чорний кружок · b2 чорний кружок · d2 чорний кружок · f2 чорний кружок · a1 чорний кружок · d1 чорний кружок · g1 чорний кружок | d8 чорний кружок · h8 чорний кружок · a7 чорний кружок · d7 чорний кружок · g7 чорний кружок · b6 чорний кружок · d6 чорний кружок · f6 чорний кружок · c5 чорний кружок · d5 чорний кружок · e5 чорний кружок · a4 чорний кружок · b4 чорний кружок · c4 чорний кружок · d4 білий ферзь · e4 чорний кружок · f4 чорний кружок · g4 чорний кружок · h4 чорний кружок · c3 чорний кружок · d3 чорний кружок · e3 чорний кружок · b2 чорний кружок · d2 чорний кружок · f2 чорний кружок · a1 чорний кружок · d1 чорний кружок · g1 чорний кружок | d8 чорний кружок · h8 чорний кружок · a7 чорний кружок · d7 чорний кружок · g7 чорний кружок · b6 чорний кружок · d6 чорний кружок · f6 чорний кружок · c5 чорний кружок · d5 чорний кружок · e5 чорний кружок · a4 чорний кружок · b4 чорний кружок · c4 чорний кружок · d4 білий ферзь · e4 чорний кружок · f4 чорний кружок · g4 чорний кружок · h4 чорний кружок · c3 чорний кружок · d3 чорний кружок · e3 чорний кружок · b2 чорний кружок · d2 чорний кружок · f2 чорний кружок · a1 чорний кружок · d1 чорний кружок · g1 чорний кружок | d8 чорний кружок · h8 чорний кружок · a7 чорний кружок · d7 чорний кружок · g7 чорний кружок · b6 чорний кружок · d6 чорний кружок · f6 чорний кружок · c5 чорний кружок · d5 чорний кружок · e5 чорний кружок · a4 чорний кружок · b4 чорний кружок · c4 чорний кружок · d4 білий ферзь · e4 чорний кружок · f4 чорний кружок · g4 чорний кружок · h4 чорний кружок · c3 чорний кружок · d3 чорний кружок · e3 чорний кружок · b2 чорний кружок · d2 чорний кружок · f2 чорний кружок · a1 чорний кружок · d1 чорний кружок · g1 чорний кружок | d8 чорний кружок · h8 чорний кружок · a7 чорний кружок · d7 чорний кружок · g7 чорний кружок · b6 чорний кружок · d6 чорний кружок · f6 чорний кружок · c5 чорний кружок · d5 чорний кружок · e5 чорний кружок · a4 чорний кружок · b4 чорний кружок · c4 чорний кружок · d4 білий ферзь · e4 чорний кружок · f4 чорний кружок · g4 чорний кружок · h4 чорний кружок · c3 чорний кружок · d3 чорний кружок · e3 чорний кружок · b2 чорний кружок · d2 чорний кружок · f2 чорний кружок · a1 чорний кружок · d1 чорний кружок · g1 чорний кружок | d8 чорний кружок · h8 чорний кружок · a7 чорний кружок · d7 чорний кружок · g7 чорний кружок · b6 чорний кружок · d6 чорний кружок · f6 чорний кружок · c5 чорний кружок · d5 чорний кружок · e5 чорний кружок · a4 чорний кружок · b4 чорний кружок · c4 чорний кружок · d4 білий ферзь · e4 чорний кружок · f4 чорний кружок · g4 чорний кружок · h4 чорний кружок · c3 чорний кружок · d3 чорний кружок · e3 чорний кружок · b2 чорний кружок · d2 чорний кружок · f2 чорний кружок · a1 чорний кружок · d1 чорний кружок · g1 чорний кружок | 7 |
| 6 | d8 чорний кружок · h8 чорний кружок · a7 чорний кружок · d7 чорний кружок · g7 чорний кружок · b6 чорний кружок · d6 чорний кружок · f6 чорний кружок · c5 чорний кружок · d5 чорний кружок · e5 чорний кружок · a4 чорний кружок · b4 чорний кружок · c4 чорний кружок · d4 білий ферзь · e4 чорний кружок · f4 чорний кружок · g4 чорний кружок · h4 чорний кружок · c3 чорний кружок · d3 чорний кружок · e3 чорний кружок · b2 чорний кружок · d2 чорний кружок · f2 чорний кружок · a1 чорний кружок · d1 чорний кружок · g1 чорний кружок | d8 чорний кружок · h8 чорний кружок · a7 чорний кружок · d7 чорний кружок · g7 чорний кружок · b6 чорний кружок · d6 чорний кружок · f6 чорний кружок · c5 чорний кружок · d5 чорний кружок · e5 чорний кружок · a4 чорний кружок · b4 чорний кружок · c4 чорний кружок · d4 білий ферзь · e4 чорний кружок · f4 чорний кружок · g4 чорний кружок · h4 чорний кружок · c3 чорний кружок · d3 чорний кружок · e3 чорний кружок · b2 чорний кружок · d2 чорний кружок · f2 чорний кружок · a1 чорний кружок · d1 чорний кружок · g1 чорний кружок | d8 чорний кружок · h8 чорний кружок · a7 чорний кружок · d7 чорний кружок · g7 чорний кружок · b6 чорний кружок · d6 чорний кружок · f6 чорний кружок · c5 чорний кружок · d5 чорний кружок · e5 чорний кружок · a4 чорний кружок · b4 чорний кружок · c4 чорний кружок · d4 білий ферзь · e4 чорний кружок · f4 чорний кружок · g4 чорний кружок · h4 чорний кружок · c3 чорний кружок · d3 чорний кружок · e3 чорний кружок · b2 чорний кружок · d2 чорний кружок · f2 чорний кружок · a1 чорний кружок · d1 чорний кружок · g1 чорний кружок | d8 чорний кружок · h8 чорний кружок · a7 чорний кружок · d7 чорний кружок · g7 чорний кружок · b6 чорний кружок · d6 чорний кружок · f6 чорний кружок · c5 чорний кружок · d5 чорний кружок · e5 чорний кружок · a4 чорний кружок · b4 чорний кружок · c4 чорний кружок · d4 білий ферзь · e4 чорний кружок · f4 чорний кружок · g4 чорний кружок · h4 чорний кружок · c3 чорний кружок · d3 чорний кружок · e3 чорний кружок · b2 чорний кружок · d2 чорний кружок · f2 чорний кружок · a1 чорний кружок · d1 чорний кружок · g1 чорний кружок | d8 чорний кружок · h8 чорний кружок · a7 чорний кружок · d7 чорний кружок · g7 чорний кружок · b6 чорний кружок · d6 чорний кружок · f6 чорний кружок · c5 чорний кружок · d5 чорний кружок · e5 чорний кружок · a4 чорний кружок · b4 чорний кружок · c4 чорний кружок · d4 білий ферзь · e4 чорний кружок · f4 чорний кружок · g4 чорний кружок · h4 чорний кружок · c3 чорний кружок · d3 чорний кружок · e3 чорний кружок · b2 чорний кружок · d2 чорний кружок · f2 чорний кружок · a1 чорний кружок · d1 чорний кружок · g1 чорний кружок | d8 чорний кружок · h8 чорний кружок · a7 чорний кружок · d7 чорний кружок · g7 чорний кружок · b6 чорний кружок · d6 чорний кружок · f6 чорний кружок · c5 чорний кружок · d5 чорний кружок · e5 чорний кружок · a4 чорний кружок · b4 чорний кружок · c4 чорний кружок · d4 білий ферзь · e4 чорний кружок · f4 чорний кружок · g4 чорний кружок · h4 чорний кружок · c3 чорний кружок · d3 чорний кружок · e3 чорний кружок · b2 чорний кружок · d2 чорний кружок · f2 чорний кружок · a1 чорний кружок · d1 чорний кружок · g1 чорний кружок | d8 чорний кружок · h8 чорний кружок · a7 чорний кружок · d7 чорний кружок · g7 чорний кружок · b6 чорний кружок · d6 чорний кружок · f6 чорний кружок · c5 чорний кружок · d5 чорний кружок · e5 чорний кружок · a4 чорний кружок · b4 чорний кружок · c4 чорний кружок · d4 білий ферзь · e4 чорний кружок · f4 чорний кружок · g4 чорний кружок · h4 чорний кружок · c3 чорний кружок · d3 чорний кружок · e3 чорний кружок · b2 чорний кружок · d2 чорний кружок · f2 чорний кружок · a1 чорний кружок · d1 чорний кружок · g1 чорний кружок | d8 чорний кружок · h8 чорний кружок · a7 чорний кружок · d7 чорний кружок · g7 чорний кружок · b6 чорний кружок · d6 чорний кружок · f6 чорний кружок · c5 чорний кружок · d5 чорний кружок · e5 чорний кружок · a4 чорний кружок · b4 чорний кружок · c4 чорний кружок · d4 білий ферзь · e4 чорний кружок · f4 чорний кружок · g4 чорний кружок · h4 чорний кружок · c3 чорний кружок · d3 чорний кружок · e3 чорний кружок · b2 чорний кружок · d2 чорний кружок · f2 чорний кружок · a1 чорний кружок · d1 чорний кружок · g1 чорний кружок | 6 |
| 5 | d8 чорний кружок · h8 чорний кружок · a7 чорний кружок · d7 чорний кружок · g7 чорний кружок · b6 чорний кружок · d6 чорний кружок · f6 чорний кружок · c5 чорний кружок · d5 чорний кружок · e5 чорний кружок · a4 чорний кружок · b4 чорний кружок · c4 чорний кружок · d4 білий ферзь · e4 чорний кружок · f4 чорний кружок · g4 чорний кружок · h4 чорний кружок · c3 чорний кружок · d3 чорний кружок · e3 чорний кружок · b2 чорний кружок · d2 чорний кружок · f2 чорний кружок · a1 чорний кружок · d1 чорний кружок · g1 чорний кружок | d8 чорний кружок · h8 чорний кружок · a7 чорний кружок · d7 чорний кружок · g7 чорний кружок · b6 чорний кружок · d6 чорний кружок · f6 чорний кружок · c5 чорний кружок · d5 чорний кружок · e5 чорний кружок · a4 чорний кружок · b4 чорний кружок · c4 чорний кружок · d4 білий ферзь · e4 чорний кружок · f4 чорний кружок · g4 чорний кружок · h4 чорний кружок · c3 чорний кружок · d3 чорний кружок · e3 чорний кружок · b2 чорний кружок · d2 чорний кружок · f2 чорний кружок · a1 чорний кружок · d1 чорний кружок · g1 чорний кружок | d8 чорний кружок · h8 чорний кружок · a7 чорний кружок · d7 чорний кружок · g7 чорний кружок · b6 чорний кружок · d6 чорний кружок · f6 чорний кружок · c5 чорний кружок · d5 чорний кружок · e5 чорний кружок · a4 чорний кружок · b4 чорний кружок · c4 чорний кружок · d4 білий ферзь · e4 чорний кружок · f4 чорний кружок · g4 чорний кружок · h4 чорний кружок · c3 чорний кружок · d3 чорний кружок · e3 чорний кружок · b2 чорний кружок · d2 чорний кружок · f2 чорний кружок · a1 чорний кружок · d1 чорний кружок · g1 чорний кружок | d8 чорний кружок · h8 чорний кружок · a7 чорний кружок · d7 чорний кружок · g7 чорний кружок · b6 чорний кружок · d6 чорний кружок · f6 чорний кружок · c5 чорний кружок · d5 чорний кружок · e5 чорний кружок · a4 чорний кружок · b4 чорний кружок · c4 чорний кружок · d4 білий ферзь · e4 чорний кружок · f4 чорний кружок · g4 чорний кружок · h4 чорний кружок · c3 чорний кружок · d3 чорний кружок · e3 чорний кружок · b2 чорний кружок · d2 чорний кружок · f2 чорний кружок · a1 чорний кружок · d1 чорний кружок · g1 чорний кружок | d8 чорний кружок · h8 чорний кружок · a7 чорний кружок · d7 чорний кружок · g7 чорний кружок · b6 чорний кружок · d6 чорний кружок · f6 чорний кружок · c5 чорний кружок · d5 чорний кружок · e5 чорний кружок · a4 чорний кружок · b4 чорний кружок · c4 чорний кружок · d4 білий ферзь · e4 чорний кружок · f4 чорний кружок · g4 чорний кружок · h4 чорний кружок · c3 чорний кружок · d3 чорний кружок · e3 чорний кружок · b2 чорний кружок · d2 чорний кружок · f2 чорний кружок · a1 чорний кружок · d1 чорний кружок · g1 чорний кружок | d8 чорний кружок · h8 чорний кружок · a7 чорний кружок · d7 чорний кружок · g7 чорний кружок · b6 чорний кружок · d6 чорний кружок · f6 чорний кружок · c5 чорний кружок · d5 чорний кружок · e5 чорний кружок · a4 чорний кружок · b4 чорний кружок · c4 чорний кружок · d4 білий ферзь · e4 чорний кружок · f4 чорний кружок · g4 чорний кружок · h4 чорний кружок · c3 чорний кружок · d3 чорний кружок · e3 чорний кружок · b2 чорний кружок · d2 чорний кружок · f2 чорний кружок · a1 чорний кружок · d1 чорний кружок · g1 чорний кружок | d8 чорний кружок · h8 чорний кружок · a7 чорний кружок · d7 чорний кружок · g7 чорний кружок · b6 чорний кружок · d6 чорний кружок · f6 чорний кружок · c5 чорний кружок · d5 чорний кружок · e5 чорний кружок · a4 чорний кружок · b4 чорний кружок · c4 чорний кружок · d4 білий ферзь · e4 чорний кружок · f4 чорний кружок · g4 чорний кружок · h4 чорний кружок · c3 чорний кружок · d3 чорний кружок · e3 чорний кружок · b2 чорний кружок · d2 чорний кружок · f2 чорний кружок · a1 чорний кружок · d1 чорний кружок · g1 чорний кружок | d8 чорний кружок · h8 чорний кружок · a7 чорний кружок · d7 чорний кружок · g7 чорний кружок · b6 чорний кружок · d6 чорний кружок · f6 чорний кружок · c5 чорний кружок · d5 чорний кружок · e5 чорний кружок · a4 чорний кружок · b4 чорний кружок · c4 чорний кружок · d4 білий ферзь · e4 чорний кружок · f4 чорний кружок · g4 чорний кружок · h4 чорний кружок · c3 чорний кружок · d3 чорний кружок · e3 чорний кружок · b2 чорний кружок · d2 чорний кружок · f2 чорний кружок · a1 чорний кружок · d1 чорний кружок · g1 чорний кружок | 5 |
| 4 | d8 чорний кружок · h8 чорний кружок · a7 чорний кружок · d7 чорний кружок · g7 чорний кружок · b6 чорний кружок · d6 чорний кружок · f6 чорний кружок · c5 чорний кружок · d5 чорний кружок · e5 чорний кружок · a4 чорний кружок · b4 чорний кружок · c4 чорний кружок · d4 білий ферзь · e4 чорний кружок · f4 чорний кружок · g4 чорний кружок · h4 чорний кружок · c3 чорний кружок · d3 чорний кружок · e3 чорний кружок · b2 чорний кружок · d2 чорний кружок · f2 чорний кружок · a1 чорний кружок · d1 чорний кружок · g1 чорний кружок | d8 чорний кружок · h8 чорний кружок · a7 чорний кружок · d7 чорний кружок · g7 чорний кружок · b6 чорний кружок · d6 чорний кружок · f6 чорний кружок · c5 чорний кружок · d5 чорний кружок · e5 чорний кружок · a4 чорний кружок · b4 чорний кружок · c4 чорний кружок · d4 білий ферзь · e4 чорний кружок · f4 чорний кружок · g4 чорний кружок · h4 чорний кружок · c3 чорний кружок · d3 чорний кружок · e3 чорний кружок · b2 чорний кружок · d2 чорний кружок · f2 чорний кружок · a1 чорний кружок · d1 чорний кружок · g1 чорний кружок | d8 чорний кружок · h8 чорний кружок · a7 чорний кружок · d7 чорний кружок · g7 чорний кружок · b6 чорний кружок · d6 чорний кружок · f6 чорний кружок · c5 чорний кружок · d5 чорний кружок · e5 чорний кружок · a4 чорний кружок · b4 чорний кружок · c4 чорний кружок · d4 білий ферзь · e4 чорний кружок · f4 чорний кружок · g4 чорний кружок · h4 чорний кружок · c3 чорний кружок · d3 чорний кружок · e3 чорний кружок · b2 чорний кружок · d2 чорний кружок · f2 чорний кружок · a1 чорний кружок · d1 чорний кружок · g1 чорний кружок | d8 чорний кружок · h8 чорний кружок · a7 чорний кружок · d7 чорний кружок · g7 чорний кружок · b6 чорний кружок · d6 чорний кружок · f6 чорний кружок · c5 чорний кружок · d5 чорний кружок · e5 чорний кружок · a4 чорний кружок · b4 чорний кружок · c4 чорний кружок · d4 білий ферзь · e4 чорний кружок · f4 чорний кружок · g4 чорний кружок · h4 чорний кружок · c3 чорний кружок · d3 чорний кружок · e3 чорний кружок · b2 чорний кружок · d2 чорний кружок · f2 чорний кружок · a1 чорний кружок · d1 чорний кружок · g1 чорний кружок | d8 чорний кружок · h8 чорний кружок · a7 чорний кружок · d7 чорний кружок · g7 чорний кружок · b6 чорний кружок · d6 чорний кружок · f6 чорний кружок · c5 чорний кружок · d5 чорний кружок · e5 чорний кружок · a4 чорний кружок · b4 чорний кружок · c4 чорний кружок · d4 білий ферзь · e4 чорний кружок · f4 чорний кружок · g4 чорний кружок · h4 чорний кружок · c3 чорний кружок · d3 чорний кружок · e3 чорний кружок · b2 чорний кружок · d2 чорний кружок · f2 чорний кружок · a1 чорний кружок · d1 чорний кружок · g1 чорний кружок | d8 чорний кружок · h8 чорний кружок · a7 чорний кружок · d7 чорний кружок · g7 чорний кружок · b6 чорний кружок · d6 чорний кружок · f6 чорний кружок · c5 чорний кружок · d5 чорний кружок · e5 чорний кружок · a4 чорний кружок · b4 чорний кружок · c4 чорний кружок · d4 білий ферзь · e4 чорний кружок · f4 чорний кружок · g4 чорний кружок · h4 чорний кружок · c3 чорний кружок · d3 чорний кружок · e3 чорний кружок · b2 чорний кружок · d2 чорний кружок · f2 чорний кружок · a1 чорний кружок · d1 чорний кружок · g1 чорний кружок | d8 чорний кружок · h8 чорний кружок · a7 чорний кружок · d7 чорний кружок · g7 чорний кружок · b6 чорний кружок · d6 чорний кружок · f6 чорний кружок · c5 чорний кружок · d5 чорний кружок · e5 чорний кружок · a4 чорний кружок · b4 чорний кружок · c4 чорний кружок · d4 білий ферзь · e4 чорний кружок · f4 чорний кружок · g4 чорний кружок · h4 чорний кружок · c3 чорний кружок · d3 чорний кружок · e3 чорний кружок · b2 чорний кружок · d2 чорний кружок · f2 чорний кружок · a1 чорний кружок · d1 чорний кружок · g1 чорний кружок | d8 чорний кружок · h8 чорний кружок · a7 чорний кружок · d7 чорний кружок · g7 чорний кружок · b6 чорний кружок · d6 чорний кружок · f6 чорний кружок · c5 чорний кружок · d5 чорний кружок · e5 чорний кружок · a4 чорний кружок · b4 чорний кружок · c4 чорний кружок · d4 білий ферзь · e4 чорний кружок · f4 чорний кружок · g4 чорний кружок · h4 чорний кружок · c3 чорний кружок · d3 чорний кружок · e3 чорний кружок · b2 чорний кружок · d2 чорний кружок · f2 чорний кружок · a1 чорний кружок · d1 чорний кружок · g1 чорний кружок | 4 |
| 3 | d8 чорний кружок · h8 чорний кружок · a7 чорний кружок · d7 чорний кружок · g7 чорний кружок · b6 чорний кружок · d6 чорний кружок · f6 чорний кружок · c5 чорний кружок · d5 чорний кружок · e5 чорний кружок · a4 чорний кружок · b4 чорний кружок · c4 чорний кружок · d4 білий ферзь · e4 чорний кружок · f4 чорний кружок · g4 чорний кружок · h4 чорний кружок · c3 чорний кружок · d3 чорний кружок · e3 чорний кружок · b2 чорний кружок · d2 чорний кружок · f2 чорний кружок · a1 чорний кружок · d1 чорний кружок · g1 чорний кружок | d8 чорний кружок · h8 чорний кружок · a7 чорний кружок · d7 чорний кружок · g7 чорний кружок · b6 чорний кружок · d6 чорний кружок · f6 чорний кружок · c5 чорний кружок · d5 чорний кружок · e5 чорний кружок · a4 чорний кружок · b4 чорний кружок · c4 чорний кружок · d4 білий ферзь · e4 чорний кружок · f4 чорний кружок · g4 чорний кружок · h4 чорний кружок · c3 чорний кружок · d3 чорний кружок · e3 чорний кружок · b2 чорний кружок · d2 чорний кружок · f2 чорний кружок · a1 чорний кружок · d1 чорний кружок · g1 чорний кружок | d8 чорний кружок · h8 чорний кружок · a7 чорний кружок · d7 чорний кружок · g7 чорний кружок · b6 чорний кружок · d6 чорний кружок · f6 чорний кружок · c5 чорний кружок · d5 чорний кружок · e5 чорний кружок · a4 чорний кружок · b4 чорний кружок · c4 чорний кружок · d4 білий ферзь · e4 чорний кружок · f4 чорний кружок · g4 чорний кружок · h4 чорний кружок · c3 чорний кружок · d3 чорний кружок · e3 чорний кружок · b2 чорний кружок · d2 чорний кружок · f2 чорний кружок · a1 чорний кружок · d1 чорний кружок · g1 чорний кружок | d8 чорний кружок · h8 чорний кружок · a7 чорний кружок · d7 чорний кружок · g7 чорний кружок · b6 чорний кружок · d6 чорний кружок · f6 чорний кружок · c5 чорний кружок · d5 чорний кружок · e5 чорний кружок · a4 чорний кружок · b4 чорний кружок · c4 чорний кружок · d4 білий ферзь · e4 чорний кружок · f4 чорний кружок · g4 чорний кружок · h4 чорний кружок · c3 чорний кружок · d3 чорний кружок · e3 чорний кружок · b2 чорний кружок · d2 чорний кружок · f2 чорний кружок · a1 чорний кружок · d1 чорний кружок · g1 чорний кружок | d8 чорний кружок · h8 чорний кружок · a7 чорний кружок · d7 чорний кружок · g7 чорний кружок · b6 чорний кружок · d6 чорний кружок · f6 чорний кружок · c5 чорний кружок · d5 чорний кружок · e5 чорний кружок · a4 чорний кружок · b4 чорний кружок · c4 чорний кружок · d4 білий ферзь · e4 чорний кружок · f4 чорний кружок · g4 чорний кружок · h4 чорний кружок · c3 чорний кружок · d3 чорний кружок · e3 чорний кружок · b2 чорний кружок · d2 чорний кружок · f2 чорний кружок · a1 чорний кружок · d1 чорний кружок · g1 чорний кружок | d8 чорний кружок · h8 чорний кружок · a7 чорний кружок · d7 чорний кружок · g7 чорний кружок · b6 чорний кружок · d6 чорний кружок · f6 чорний кружок · c5 чорний кружок · d5 чорний кружок · e5 чорний кружок · a4 чорний кружок · b4 чорний кружок · c4 чорний кружок · d4 білий ферзь · e4 чорний кружок · f4 чорний кружок · g4 чорний кружок · h4 чорний кружок · c3 чорний кружок · d3 чорний кружок · e3 чорний кружок · b2 чорний кружок · d2 чорний кружок · f2 чорний кружок · a1 чорний кружок · d1 чорний кружок · g1 чорний кружок | d8 чорний кружок · h8 чорний кружок · a7 чорний кружок · d7 чорний кружок · g7 чорний кружок · b6 чорний кружок · d6 чорний кружок · f6 чорний кружок · c5 чорний кружок · d5 чорний кружок · e5 чорний кружок · a4 чорний кружок · b4 чорний кружок · c4 чорний кружок · d4 білий ферзь · e4 чорний кружок · f4 чорний кружок · g4 чорний кружок · h4 чорний кружок · c3 чорний кружок · d3 чорний кружок · e3 чорний кружок · b2 чорний кружок · d2 чорний кружок · f2 чорний кружок · a1 чорний кружок · d1 чорний кружок · g1 чорний кружок | d8 чорний кружок · h8 чорний кружок · a7 чорний кружок · d7 чорний кружок · g7 чорний кружок · b6 чорний кружок · d6 чорний кружок · f6 чорний кружок · c5 чорний кружок · d5 чорний кружок · e5 чорний кружок · a4 чорний кружок · b4 чорний кружок · c4 чорний кружок · d4 білий ферзь · e4 чорний кружок · f4 чорний кружок · g4 чорний кружок · h4 чорний кружок · c3 чорний кружок · d3 чорний кружок · e3 чорний кружок · b2 чорний кружок · d2 чорний кружок · f2 чорний кружок · a1 чорний кружок · d1 чорний кружок · g1 чорний кружок | 3 |
| 2 | d8 чорний кружок · h8 чорний кружок · a7 чорний кружок · d7 чорний кружок · g7 чорний кружок · b6 чорний кружок · d6 чорний кружок · f6 чорний кружок · c5 чорний кружок · d5 чорний кружок · e5 чорний кружок · a4 чорний кружок · b4 чорний кружок · c4 чорний кружок · d4 білий ферзь · e4 чорний кружок · f4 чорний кружок · g4 чорний кружок · h4 чорний кружок · c3 чорний кружок · d3 чорний кружок · e3 чорний кружок · b2 чорний кружок · d2 чорний кружок · f2 чорний кружок · a1 чорний кружок · d1 чорний кружок · g1 чорний кружок | d8 чорний кружок · h8 чорний кружок · a7 чорний кружок · d7 чорний кружок · g7 чорний кружок · b6 чорний кружок · d6 чорний кружок · f6 чорний кружок · c5 чорний кружок · d5 чорний кружок · e5 чорний кружок · a4 чорний кружок · b4 чорний кружок · c4 чорний кружок · d4 білий ферзь · e4 чорний кружок · f4 чорний кружок · g4 чорний кружок · h4 чорний кружок · c3 чорний кружок · d3 чорний кружок · e3 чорний кружок · b2 чорний кружок · d2 чорний кружок · f2 чорний кружок · a1 чорний кружок · d1 чорний кружок · g1 чорний кружок | d8 чорний кружок · h8 чорний кружок · a7 чорний кружок · d7 чорний кружок · g7 чорний кружок · b6 чорний кружок · d6 чорний кружок · f6 чорний кружок · c5 чорний кружок · d5 чорний кружок · e5 чорний кружок · a4 чорний кружок · b4 чорний кружок · c4 чорний кружок · d4 білий ферзь · e4 чорний кружок · f4 чорний кружок · g4 чорний кружок · h4 чорний кружок · c3 чорний кружок · d3 чорний кружок · e3 чорний кружок · b2 чорний кружок · d2 чорний кружок · f2 чорний кружок · a1 чорний кружок · d1 чорний кружок · g1 чорний кружок | d8 чорний кружок · h8 чорний кружок · a7 чорний кружок · d7 чорний кружок · g7 чорний кружок · b6 чорний кружок · d6 чорний кружок · f6 чорний кружок · c5 чорний кружок · d5 чорний кружок · e5 чорний кружок · a4 чорний кружок · b4 чорний кружок · c4 чорний кружок · d4 білий ферзь · e4 чорний кружок · f4 чорний кружок · g4 чорний кружок · h4 чорний кружок · c3 чорний кружок · d3 чорний кружок · e3 чорний кружок · b2 чорний кружок · d2 чорний кружок · f2 чорний кружок · a1 чорний кружок · d1 чорний кружок · g1 чорний кружок | d8 чорний кружок · h8 чорний кружок · a7 чорний кружок · d7 чорний кружок · g7 чорний кружок · b6 чорний кружок · d6 чорний кружок · f6 чорний кружок · c5 чорний кружок · d5 чорний кружок · e5 чорний кружок · a4 чорний кружок · b4 чорний кружок · c4 чорний кружок · d4 білий ферзь · e4 чорний кружок · f4 чорний кружок · g4 чорний кружок · h4 чорний кружок · c3 чорний кружок · d3 чорний кружок · e3 чорний кружок · b2 чорний кружок · d2 чорний кружок · f2 чорний кружок · a1 чорний кружок · d1 чорний кружок · g1 чорний кружок | d8 чорний кружок · h8 чорний кружок · a7 чорний кружок · d7 чорний кружок · g7 чорний кружок · b6 чорний кружок · d6 чорний кружок · f6 чорний кружок · c5 чорний кружок · d5 чорний кружок · e5 чорний кружок · a4 чорний кружок · b4 чорний кружок · c4 чорний кружок · d4 білий ферзь · e4 чорний кружок · f4 чорний кружок · g4 чорний кружок · h4 чорний кружок · c3 чорний кружок · d3 чорний кружок · e3 чорний кружок · b2 чорний кружок · d2 чорний кружок · f2 чорний кружок · a1 чорний кружок · d1 чорний кружок · g1 чорний кружок | d8 чорний кружок · h8 чорний кружок · a7 чорний кружок · d7 чорний кружок · g7 чорний кружок · b6 чорний кружок · d6 чорний кружок · f6 чорний кружок · c5 чорний кружок · d5 чорний кружок · e5 чорний кружок · a4 чорний кружок · b4 чорний кружок · c4 чорний кружок · d4 білий ферзь · e4 чорний кружок · f4 чорний кружок · g4 чорний кружок · h4 чорний кружок · c3 чорний кружок · d3 чорний кружок · e3 чорний кружок · b2 чорний кружок · d2 чорний кружок · f2 чорний кружок · a1 чорний кружок · d1 чорний кружок · g1 чорний кружок | d8 чорний кружок · h8 чорний кружок · a7 чорний кружок · d7 чорний кружок · g7 чорний кружок · b6 чорний кружок · d6 чорний кружок · f6 чорний кружок · c5 чорний кружок · d5 чорний кружок · e5 чорний кружок · a4 чорний кружок · b4 чорний кружок · c4 чорний кружок · d4 білий ферзь · e4 чорний кружок · f4 чорний кружок · g4 чорний кружок · h4 чорний кружок · c3 чорний кружок · d3 чорний кружок · e3 чорний кружок · b2 чорний кружок · d2 чорний кружок · f2 чорний кружок · a1 чорний кружок · d1 чорний кружок · g1 чорний кружок | 2 |
| 1 | d8 чорний кружок · h8 чорний кружок · a7 чорний кружок · d7 чорний кружок · g7 чорний кружок · b6 чорний кружок · d6 чорний кружок · f6 чорний кружок · c5 чорний кружок · d5 чорний кружок · e5 чорний кружок · a4 чорний кружок · b4 чорний кружок · c4 чорний кружок · d4 білий ферзь · e4 чорний кружок · f4 чорний кружок · g4 чорний кружок · h4 чорний кружок · c3 чорний кружок · d3 чорний кружок · e3 чорний кружок · b2 чорний кружок · d2 чорний кружок · f2 чорний кружок · a1 чорний кружок · d1 чорний кружок · g1 чорний кружок | d8 чорний кружок · h8 чорний кружок · a7 чорний кружок · d7 чорний кружок · g7 чорний кружок · b6 чорний кружок · d6 чорний кружок · f6 чорний кружок · c5 чорний кружок · d5 чорний кружок · e5 чорний кружок · a4 чорний кружок · b4 чорний кружок · c4 чорний кружок · d4 білий ферзь · e4 чорний кружок · f4 чорний кружок · g4 чорний кружок · h4 чорний кружок · c3 чорний кружок · d3 чорний кружок · e3 чорний кружок · b2 чорний кружок · d2 чорний кружок · f2 чорний кружок · a1 чорний кружок · d1 чорний кружок · g1 чорний кружок | d8 чорний кружок · h8 чорний кружок · a7 чорний кружок · d7 чорний кружок · g7 чорний кружок · b6 чорний кружок · d6 чорний кружок · f6 чорний кружок · c5 чорний кружок · d5 чорний кружок · e5 чорний кружок · a4 чорний кружок · b4 чорний кружок · c4 чорний кружок · d4 білий ферзь · e4 чорний кружок · f4 чорний кружок · g4 чорний кружок · h4 чорний кружок · c3 чорний кружок · d3 чорний кружок · e3 чорний кружок · b2 чорний кружок · d2 чорний кружок · f2 чорний кружок · a1 чорний кружок · d1 чорний кружок · g1 чорний кружок | d8 чорний кружок · h8 чорний кружок · a7 чорний кружок · d7 чорний кружок · g7 чорний кружок · b6 чорний кружок · d6 чорний кружок · f6 чорний кружок · c5 чорний кружок · d5 чорний кружок · e5 чорний кружок · a4 чорний кружок · b4 чорний кружок · c4 чорний кружок · d4 білий ферзь · e4 чорний кружок · f4 чорний кружок · g4 чорний кружок · h4 чорний кружок · c3 чорний кружок · d3 чорний кружок · e3 чорний кружок · b2 чорний кружок · d2 чорний кружок · f2 чорний кружок · a1 чорний кружок · d1 чорний кружок · g1 чорний кружок | d8 чорний кружок · h8 чорний кружок · a7 чорний кружок · d7 чорний кружок · g7 чорний кружок · b6 чорний кружок · d6 чорний кружок · f6 чорний кружок · c5 чорний кружок · d5 чорний кружок · e5 чорний кружок · a4 чорний кружок · b4 чорний кружок · c4 чорний кружок · d4 білий ферзь · e4 чорний кружок · f4 чорний кружок · g4 чорний кружок · h4 чорний кружок · c3 чорний кружок · d3 чорний кружок · e3 чорний кружок · b2 чорний кружок · d2 чорний кружок · f2 чорний кружок · a1 чорний кружок · d1 чорний кружок · g1 чорний кружок | d8 чорний кружок · h8 чорний кружок · a7 чорний кружок · d7 чорний кружок · g7 чорний кружок · b6 чорний кружок · d6 чорний кружок · f6 чорний кружок · c5 чорний кружок · d5 чорний кружок · e5 чорний кружок · a4 чорний кружок · b4 чорний кружок · c4 чорний кружок · d4 білий ферзь · e4 чорний кружок · f4 чорний кружок · g4 чорний кружок · h4 чорний кружок · c3 чорний кружок · d3 чорний кружок · e3 чорний кружок · b2 чорний кружок · d2 чорний кружок · f2 чорний кружок · a1 чорний кружок · d1 чорний кружок · g1 чорний кружок | d8 чорний кружок · h8 чорний кружок · a7 чорний кружок · d7 чорний кружок · g7 чорний кружок · b6 чорний кружок · d6 чорний кружок · f6 чорний кружок · c5 чорний кружок · d5 чорний кружок · e5 чорний кружок · a4 чорний кружок · b4 чорний кружок · c4 чорний кружок · d4 білий ферзь · e4 чорний кружок · f4 чорний кружок · g4 чорний кружок · h4 чорний кружок · c3 чорний кружок · d3 чорний кружок · e3 чорний кружок · b2 чорний кружок · d2 чорний кружок · f2 чорний кружок · a1 чорний кружок · d1 чорний кружок · g1 чорний кружок | d8 чорний кружок · h8 чорний кружок · a7 чорний кружок · d7 чорний кружок · g7 чорний кружок · b6 чорний кружок · d6 чорний кружок · f6 чорний кружок · c5 чорний кружок · d5 чорний кружок · e5 чорний кружок · a4 чорний кружок · b4 чорний кружок · c4 чорний кружок · d4 білий ферзь · e4 чорний кружок · f4 чорний кружок · g4 чорний кружок · h4 чорний кружок · c3 чорний кружок · d3 чорний кружок · e3 чорний кружок · b2 чорний кружок · d2 чорний кружок · f2 чорний кружок · a1 чорний кружок · d1 чорний кружок · g1 чорний кружок | 1 |
|   | a | b | c | d | e | f | g | h |   |

Слово ферзь вважається запозиченням зі східних мов: через тур. färz, färzi від перс. فرز, ferz («полководець», «візир»), спорідненим також є араб. farzān.
До української мови назва «ферзь» прийшла ще у часи Київської Русі[джерело?]. У книзі «Історія шахів» (Лондон, 1860) Данкан Форбс відзначає, що східні слов'яни, на відміну від решти Європи, запозичили гру напряму від арабів та персів, що підтверджує така екзотична назва фігури, як «слон». Ймовірно, русини знали про індійську гру «чатуранґа» ще до того, як вона у середніх віках перетворилася на перську «шатрандж». Форбс пише, що слово «ферзь» могло прийти приблизно у період завоювання Русі монголами (XIII ст.).
У Західній Європі, куди шахи потрапили з іспанських та італійських земель, ферзя називають «королева» чи «дама». Тобто європейці перекладали назву фігури, оскільки згідно з європейськими монархічними традиціями біля короля повинна стояти королева. Натомість на Русі найсильніша фігура стала відома під арабською назвою «ферзь» (споріднене зі словом «візир»). Друга українська назва ферзя — «королева» — створена на західноєвропейський зразок.
Назви в різних мовах
- Візир (араб. الوزير, аль-вазір, الفَرَزَان‎, аль-фаразан, біл. візыр[4], біл., рос. і укр. ферзь, перс. وزیر, вазір, тат. вәзир, тур. vezir)
- Гетьман (біл. гетман[5], пол. hetman)
- Дама (болг., мак. і серб. дама, грец. ντάμα, ісп., порт. і словен. dama, італ. donna, нім. Dame, словац. dáma, фр. dame)
- Королева (англ. queen, араб. الملكة, аль-маліка, грец. βασίλισσα, кит.: 后, хоу, пол. królowa, królówka, рум. regină, серб. краљица, словац. kráľovná, хорв. kraljica, чеськ. královna)
- Прапор (ест. lipp)

Від перс. فرزین‎, фарзін походить монг. бэрс, що збігається зі словом, яке означає «тигриця» (фемінітив від бар — «тигр»).

## Юнікод
Юнікод містить два коди для ферзя:
♕ U+2655 White Chess Queen (HTML &#9813;)
♛ U+265B Black Chess Queen (HTML &#9819;)